# Dubravica (Vitez)
Pour les articles homonymes, voir Dubravica.
Dubravica (en cyrillique : Дубравица) est un village de Bosnie-Herzégovine. Il est situé dans la municipalité de Vitez, dans le canton de Bosnie centrale et dans la fédération de Bosnie-et-Herzégovine. Selon les premiers résultats du recensement bosnien de 2013, il compte 1 113 habitants.

## Géographie
Le village est situé à la confluence du Dubravički potok et de la Lašva, un affluent gauche de la Bosna.

## Démographie

### Évolution historique de la population dans la localité
| 1948 | 1953 | 1961 | 1971  | 1981 | 1991  | 2013  |
| ---- | ---- | ---- | ----- | ---- | ----- | ----- |
| -    | -    | 772  | 1 022 | 864  | 1 098 | 1 113 |

|  |

### Communauté locale
En 1991, la communauté locale de Bare comptait 1 419 habitants, répartis de la manière suivante :